# 사뮈엘 타이스

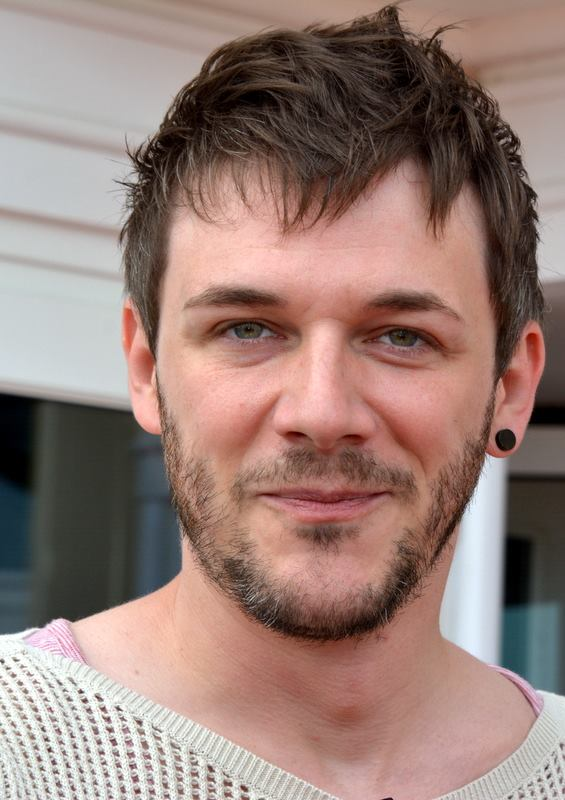

사뮈엘 타이스(Samuel Theis, 프랑스어 발음: [tais], 1978년 11월 12일 ~ )는 프랑스의 배우, 영화 감독, 영화 각본가이다. 연출작 《파티 걸》(2014)로 2014년 제67회 칸 영화제에서 황금카메라상을 수상했다.

## 작품 목록

### 영화 연출
- 파티 걸 (2014, Party Girl)
- 소년, 조니 (2021, Petite Nature) - 각본 겸임

### 영화 출연
- 추락의 해부 (2023)

### 텔레비전 출연
- 더 라인 (2010)